# Capri-Napoli (2012)
La 47ª edizione della Capri-Napoli si è tenuta il 17 giugno 2012, con partenza dal Lido Le Ondine di Marina Grande e arrivo presso la Rotonda Diaz.
Alla gara hanno partecipato 32 nuotatori, di cui 4 fuori gara FINA.

## Classifica finale[1]
|    | Atleta                            | Nazione               | Tempo      | Classifica |
| 1  | Trent Grimsey                     | Australia             | 6h 29’02”  | 1° uomini  |
| 2  | Edoardo Stochino                  | Italia                | 6h 32’ 46” | 2° uomini  |
| 3  | Andrea Volpini                    | Italia                | 6h 36’ 04” | 3° uomini  |
| 4  | Alexander Studzinski              | Germania              | 6h 39’ 32” | 4° uomini  |
| 5  | Damian Blaum                      | Argentina             | 6h 39’ 45” | 5° uomini  |
| 6  | Evgenij Pop Acev                  | Macedonia             | 6h 45’ 26” | 6° uomini  |
| 7  | Libor Smolka                      | Rep. Ceca             | 6h 46’ 35” | 7° uomini  |
| 8  | Mohamed Saleh                     | Siria                 | 6h 51’ 29” | 8° uomini  |
| 9  | Esther Nunez                      | Spagna                | 7h 08’ 02” | 1a donna   |
| 10 | Matheus Evangelista               | Brasile               | 7h 14’ 11” | 9° uomini  |
| 11 | Anna Uvarova                      | Russia                | 7h 19’ 49” | 2a donna   |
| 12 | Silvie Rybarova                   | Rep. Ceca             | 7h 20’ 54” | 3a donna   |
| 13 | Tsvetan Yordanov                  | Bulgaria              | 7h 25’ 11” | 10° uomini |
| 14 | Marin Milan                       | Croazia               | 7h 29’ 51” | 11° uomini |
| 15 | Guillermo Bertola                 | Argentina             | 7h 31’ 43” | 12° uomini |
| 16 | Pilar Geijo                       | Argentina             | 7h 33′ 50″ | 4a donne   |
| 17 | Daan Glorie                       | Paesi Bassi           | 7h 43′ 55″ | 13° uomini |
| 18 | Nicoletta Simonazzi               | Italia                | 8h 17′ 00″ | 5a donne   |
| 19 | Vanesa Rita Garcia                | Argentina             | 8h 39′ 11″ | 6a donne   |
| 20 | Noelia Petti                      | Argentina             | 8h 57′ 11″ | 7a donne   |
| 21 | Ivana Sitic                       | Croazia               | 9h 16′ 38″ | 8a donne   |
|    | Fuori Tempo Limite                |                       |            |            |
|    | Gabriel Trottier                  | Canada                |            | donne      |
|    | Eslam Mohsen                      | Egitto                |            |            |
|    | Ritirati:                         |                       |            |            |
|    | Rotislav Vitek                    | Rep. Ceca             |            |            |
|    | Luciano Sales Rubio               | Argentina             |            |            |
|    | Alessandro Rivellini              | Italia                |            |            |
|    | Andrea Bondanini                  | Italia                |            |            |
|    | Marianna Mello                    | Brasile               |            |            |
|    | Fuori gara FINA – (non FINA race) |                       |            |            |
|    | Marco Murari                      | Italia- Messico       | 8h 41′ 15″ |            |
|    | Jacquet Tuset                     | Francia               | 9h 15′ 23″ |            |
|    | Tullio Salvatore                  | Italia- Gran Bretagna | 9h 52′ 02″ |            |
|    | Cathy Marco                       | Francia               | n/d        |            |